# Mirzapur (India)
Mirzapur (censita come Mirzapur-cum-Vindhyachal) è una suddivisione dell'India, classificata come municipal board, di 205.264 abitanti, capoluogo del distretto di Mirzapur e della divisione di Mirzapur, nello stato federato dell'Uttar Pradesh. In base al numero di abitanti la città rientra nella classe I (da 100.000 persone in su).

## Geografia fisica
La città è situata a 25° 8' 60 N e 82° 34' 60 E e ha un'altitudine di 80 m s.l.m..

## Società

### Evoluzione demografica
Al censimento del 2001 la popolazione di Mirzapur assommava a 205.264 persone, delle quali 109.872 maschi e 95.392 femmine. I bambini di età inferiore o uguale ai sei anni assommavano a 28.666, dei quali 14.931 maschi e 13.735 femmine. Infine, coloro che erano in grado di saper almeno leggere e scrivere erano 127.277, dei quali 75.757 maschi e 51.520 femmine.